# Iglesia católica maronita

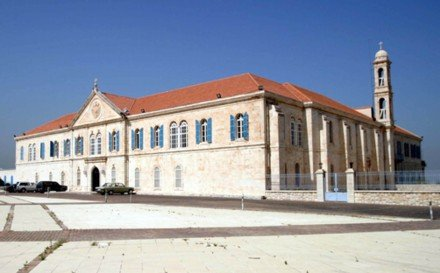
Sede del patriarcado maronita en Bkerké, Líbano.

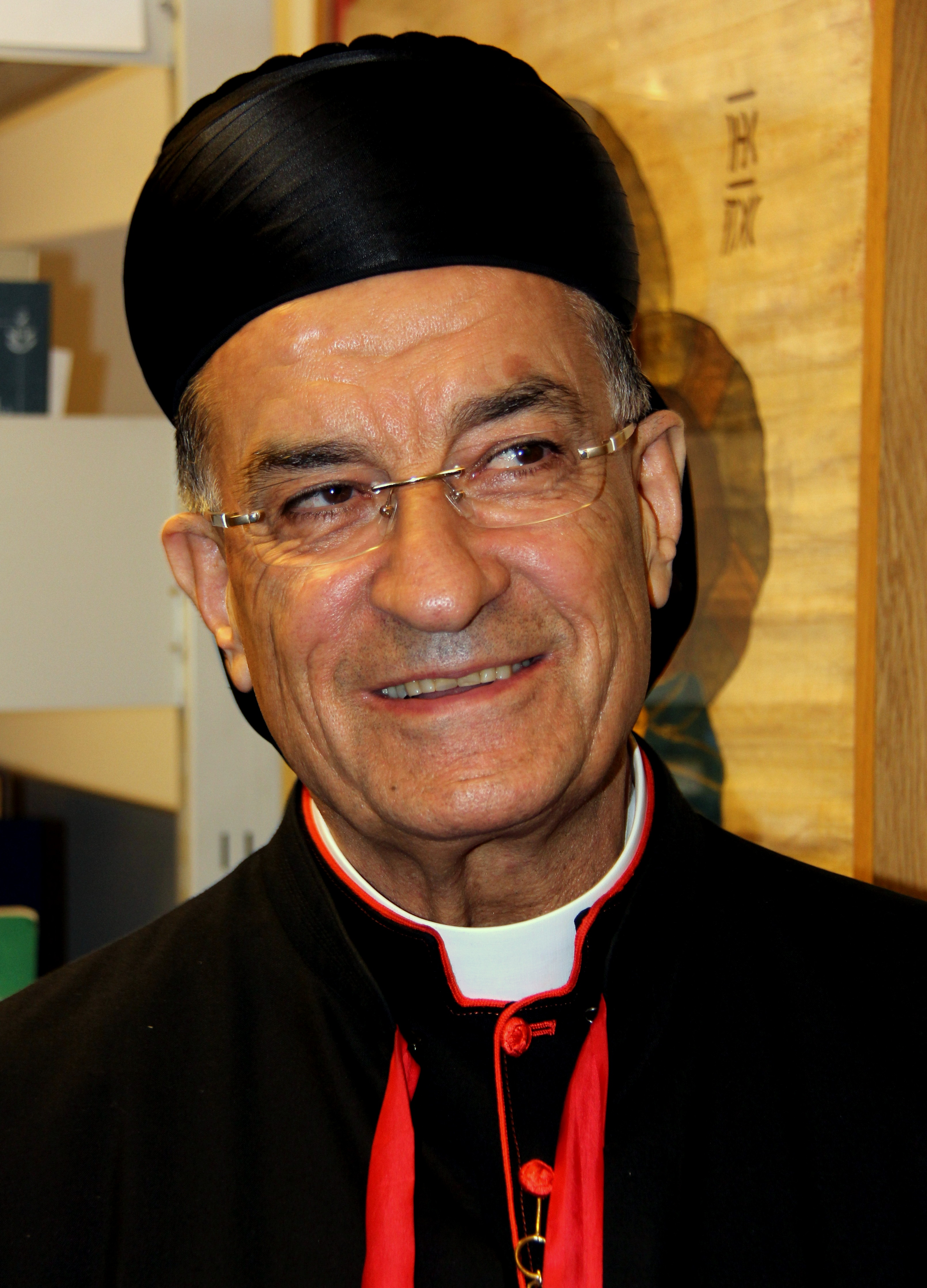
Bechara Pedro Rai, patriarca maronita desde 2011.

La Iglesia católica maronita o Iglesia siríaca maronita de Antioquía (en siríaco: ܥܕܬܐ ܣܘܪܝܝܬܐ ܡܪܘܢܝܬܐ ܕܐܢܛܝܘܟܝܐ, romanizado: ʿīṯo suryoiṯo morunoiṯo d'anṭiokia; en latín: Ecclesia Syrorum Maronitarum; en árabe: الكنيسة الأنطاكية السريانية المارونية‎, romanizado: al-kanīsa al-mārūniyya al-kāthūlīkiyya), también conocida simplemente como Iglesia maronita (en el Anuario Pontificio, en italiano: Chiesa Maronita), es una de las veinticuatro Iglesias sui iuris que conforman la Iglesia católica. Es parte del cristianismo siríaco por liturgia y herencia: Se trata de una Iglesia católica oriental que sigue la tradición litúrgica antioquena (o siria occidental), usando como lengua litúrgica el siríaco occidental y como lengua auxiliar el árabe libanés. Está organizada como Iglesia patriarcal de acuerdo a la forma prescripta por el título IV del Código de los Cánones de las Iglesias Orientales (CCEO), bajo supervisión del Dicasterio para las Iglesias Orientales, y es presidida por el patriarca de Antioquía de los maronitas, cuya sede se encuentra en Bkerké, en el distrito de Keserwan de la gobernación del Monte Líbano en el Líbano. El líder de la Iglesia maronita es el patriarca Bechara Pedro Rai, elegido en marzo de 2011 tras la renuncia del patriarca Nasrallah Pedro Sfeir.
Los maronitas remontan sus orígenes a san Marón, o Maro (en árabe: Mārūn), un ermitaño sirio de finales del siglo IV y principios del V, y a san Juan Marón (en árabe: Yūḥannā Mārūn), patriarca de Antioquía entre 685 y 707, bajo cuyo liderazgo los ejércitos bizantinos invasores de Justiniano II fueron derrotados en 684, convirtiendo a los maronitas en un pueblo totalmente independiente.
Si bien algunos historiadores han sugerido que los maronitas fueron en su día monotelitas, seguidores de una doctrina heterodoxa que afirmaba la existencia de una voluntad divina, pero no humana, en Cristo, los maronitas afirman que siempre fueron cristianos ortodoxos unidos a la sede romana, señalando la falta de pruebas de que la Iglesia maronita hubiera afirmado alguna vez tales doctrinas. Sea como fuere, la historia de los maronitas es oscura hasta el período de las Cruzadas, y la aislada comunidad no había estado en contacto con Roma antes de la llegada de los cruzados. Según el obispo medieval Guillermo de Tiro, el patriarca maronita buscó la unión con el patriarca latino de Antioquía en 1182. Sin embargo, la consolidación definitiva de la unión no se produjo hasta el siglo XVI, gracias en gran medida a la labor del jesuita Juan Bautista Eliano. En 1584, el papa Gregorio XIII fundó el Pontificio Colegio de los maronitas (Pontificio Collegio dei Maroniti) en Roma, que floreció bajo la administración jesuita hasta el siglo XX y se convirtió en un centro de formación para académicos y líderes.

## Particularidades
La Iglesia católica maronita está en plena comunión con la Santa Sede, sin renunciar por ello a sus estructuras y rituales propios. La Iglesia católica proviene de dos raíces principales: la oriental y la latina, llamada también occidental. En la historia de la raíz oriental existen cuatro importantes sedes de patriarcas: Jerusalén, Alejandría, Constantinopla y Antioquía. Dentro del mismo grupo de Iglesias que arrancaron de Antioquía, existen dos subgrupos: sirio-occidental y sirio-oriental. La Iglesia maronita forma parte del grupo sirio-occidental.
La Iglesia maronita ha permanecido en comunión con el papa, a pesar de los embates que sufrió a través de los siglos por parte de los monofisitas, bizantinos, árabes, drusos, mongoles, otomanos y mamelucos.
El sínodo patriarcal de la Iglesia maronita en 2003-2004 ha identificado cinco elementos distintivos de esta Iglesia:
- es antioquena,
- es calcedoniana (reconoce las deliberaciones conclusivas del Concilio de Calcedonia de 451),
- es patriarcal y monástica,
- es fiel a la cátedra de san Pedro en Roma
- está fuertemente radicada en Líbano.[5]

Además de san Marón la Iglesia maronita cuenta con otros santos surgidos de sus filas: Juan Marón, Nemetala Al-Hardini, Chárbel Makhlouf y Rebeca de Himlaia (o Rafka).

## Historia

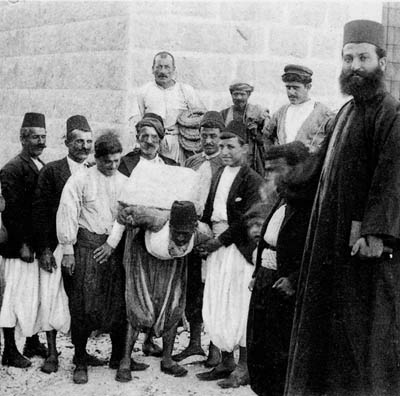
Cristianos maronitas construyendo una iglesia en Monte Líbano, en los años 1920.

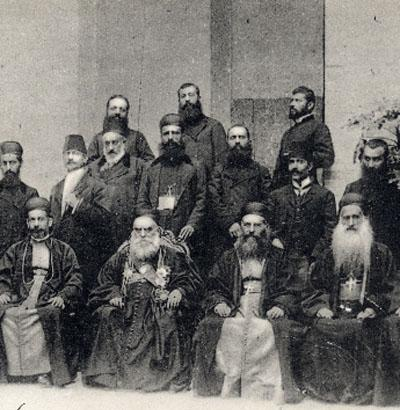
El patriarca Elias Pedro Hoayek (1898-1931)(centro, a la izquierda) y obispos maronitas, en Roma.

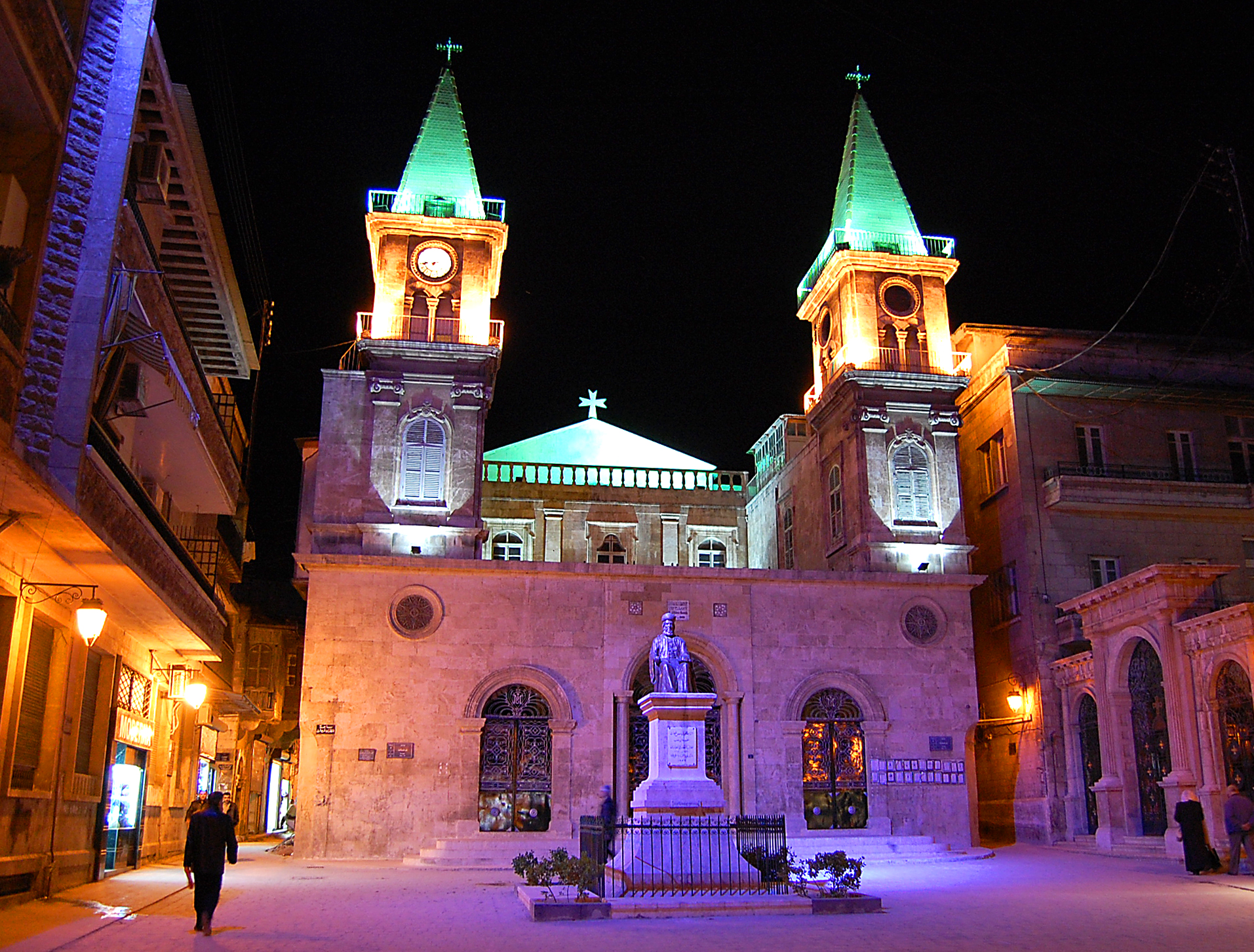
Catedral maronita de Alepo, Siria.

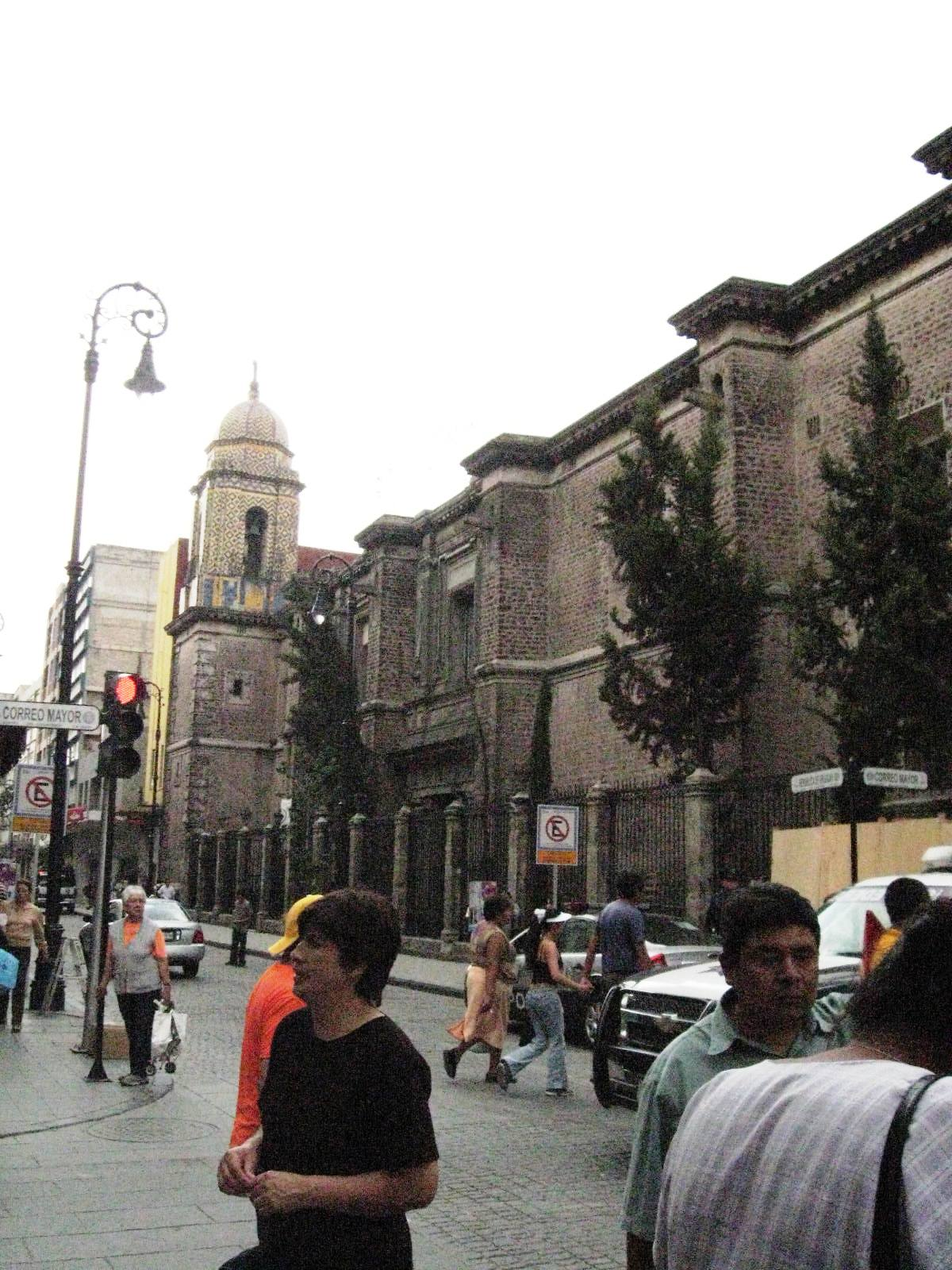
Catedral maronita de la Ciudad de México.

### San Marón
La Iglesia maronita toma el nombre del fundador de un movimiento espiritual y monástico que le dio origen, Marón († 410), un asceta sirio sacerdote de Antioquía, discípulo del ermitaño Zebinas. En tiempos de Marón la Iglesia estaba dividida por cuestiones teológicas referidas a la naturaleza de Cristo: unos afirmaban que Jesús era Dios, otros sólo reconocían su humanidad; unos veían en él dos voluntades, otros sólo una. La división atravesaba las ciudades, las aldeas y las familias. Marón quiso mantenerse al margen de la polémica y se fue a vivir a una montaña de Siria, que comúnmente se cree que es el lugar conocido como Kafr Nebo en la montaña de Ol-Yambos de los montes Tauro, en la región al sur de Ciro (Cyrrhus) entre Alepo y Antioquía. Allí Marón trascurrió su existencia y tras un tiempo de meditación, predicando y atrayendo a un cierto número de personas que deseaban vivir bajo su guía espiritual, formó una comunidad de fieles cristianos en torno suyo que tras su muerte en tomaron el nombre de maronitas. La fuente más antigua conocida sobre la existencia de Marón se debe al arzobispo de Constantinopla, Juan Crisóstomo, que lo menciona en una epístola en 404. Otra fuente son los escritos del obispo Teodoreto de Ciro (393-466), algunas décadas luego de la muerte de Marón, quien lo llamó "Marón el divino" porque mediante oraciones sanaba a los que acudían a él con enfermedades físicas o mentales.
Los discípulos de Marón lo enterraron en las cercanías de Apamea, a orillas del río Orontes y construyeron allí una iglesia. Cerca del sepulcro, probablemente en el lugar llamado Qalaat al Modeeq, construyeron un monasterio llamado Beth Marón (San Marón) que tenía 400 monjes en 445. Según Abu al-Fida el emperador Marciano buscando reforzar la posición doctrinal del Concilio de Calcedonia agrandó el monasterio y permitió que se estableciera un gran número de monjes griegos. El nombre maronita se hizo conocido debido al monasterio y a un cierto número de monasterios afiliados en la región.

### Traslado de la comunidad maronita al Líbano
El movimiento maronita llegó al Líbano cuando el primer discípulo de Marón, Abraham de Ciro (350-422), que fue llamado el Apóstol del Líbano, se propuso convertir a los fenicios paganos del Monte Líbano y se dirigió allí hacia el 402. Abraham fundó una comunidad maronita en Aqura, cerca del río Adonis.
En cuanto a las controversias teológicas, los maronitas hicieron radicalmente suya la doctrina del Concilio de Calcedonia (451), que sostenía que Cristo era a la vez Dios y hombre que tenía dos voluntades, humana y divina. Los enemigos de esta doctrina -entre ellos los monofisitas- pasaron a ser entonces enemigos de los maronitas. Según Abu al-Fida el emperador Marciano buscando reforzar la posición doctrinal del Concilio de Calcedonia agrandó su monasterio y permitió que se estableciera un gran número de monjes griegos. 
Probablemente para evitar la persecución de los monofisitas, la comunidad maronita asentada en torno a Apamea remontó el río Orontes hacia el sur llegando a sus fuentes en lo que hoy es el Líbano, llevando con ellos los restos de Marón y reuniéndose con sus correligionarios ya asentados allí. En 452 fundaron el monasterio de San Marón en una caverna en Ain ez Zarqa. Otros grupos se dispersaron por Siria y Mesopotamia.
Los monofisitas persiguieron y asesinaron en gran número a los partidarios del Concilio de Calcedonia, por lo que la emigración maronita hacia el Líbano se aceleró. En una carta dirigida al papa de Roma Hormisdas en 517 (durante el cisma acaciano) los monjes del monasterio de Beth-Marón le informaban de los ataques que recibían y de que sus apelaciones al emperador bizantino no eran escuchadas. El papa les respondió consolándolos en una carta de 10 de febrero de 518. Desde el principio la comunidad maronita dependió del patriarca de Antioquía, pero algunos patriarcas de esa sede habían adherido al monofisismo y la comunidad maronita estuvo en conflicto con ellos. Los monofisitas de Antioquía mataron a 350 monjes y quemaron el monasterio de San Simón Estilita en 517. En Antioquía se sucedieron patriarcas calcedonianos y anticalcedonianos hasta que se formalizó el cisma en 544 que dio origen a la Iglesia ortodoxa siria, existiendo desde entonces patriarcas ortodoxos y jacobitas (monofisitas).
Entre 635 y 637 se produjo la conquista árabe-musulmana del Líbano por el califato omeya, por lo que los maronitas de las áreas costeras y valles se refugiaron en las montañas, a dónde no llegó la invasión musulmana. Allí resistieron y fueron conocidos como maraditas (rebeldes) por los árabes. El patriarcado calcedoniano de Antioquía estaba vacante desde 628 y en 637 el califato ortodoxo conquistó la ciudad, por lo que desde 639 Constantinopla comenzó a nombrar una serie de patriarcas titulares residentes en la capital bizantina. Los maronitas de las montañas del Líbano perdieron todo contacto con esos patriarcas designados por voluntad imperial.

### Fundación de la Iglesia maronita
En 649 el papa Martín I convocó a un Concilio de Letrán que condenó la herejía monotelita del emperador bizantino Constante II y excomulgó al patriarca de Constantinopla. Martín I designó a Juan, obispo de Filadelfia en Arabia (actual Amán), como su vicario en Oriente con plena potestad, quien en 676 consagró a Juan Marón como obispo de Batrún (Botrys) en el Líbano. Juan —que adoptó el apellido Marón— había estudiado en Constantinopla y fue monje del monasterio de San Marón en Barad, Siria. Juan Marón fue el primer maronita que recibió la dignidad episcopal y fue un activo luchador contra el monotelismo, que había sido adoptado por lo monjes de Beth-Marón. En 677 los maraditas liberaron el Líbano de los califas musulmanes, llegando a recibir tributo del califato omeya por 40 años.
Comenzó un período de autonomía con los monasterios elevados a sedes episcopales. Cuando las autoridades musulmanas permitieron el establecimiento de un patriarca calcedoniano en Antioquía, fue elegido Teófanes Bar Qanbara en 681 y el califa Murwan II ordenó a los calcedonianos reconocerlo. El patriarca persiguió a los monjes maronitas y en 685 se produjo un cisma, en presencia de un legado papal Juan Marón fue elegido patriarca de Antioquía y todo el Oriente, siendo el primer maronita que alcanzó esa posición. Si bien esta instalación de un patriarca fue vista como una usurpación por parte de la jerarquía dependiente de Bizancio, Juan recibió la aprobación del papa Sergio I y viajó a Roma a recibir la confirmación como patriarca y el palio.
El emperador de Oriente Justiniano II, acostumbrado a tener bajo su control los asuntos de la Iglesia a través de los patriarcas, a quienes designaba, no toleró la independencia maronita y mandó a su ejército a atacarlos en 694 cuando luchaba contra los musulmanes, expulsándolos de Armenia y de Siria. En un intento fallido de capturar al patriarca, su ejército destruyó el monasterio de Beth-Marón y ejecutó a 500 monjes, dirigiéndose luego hacia Trípoli. El patriarca se puso al frente de los maraditas y el ejército bizantino chocó con ellos en Amioun y en Semar-Jbeil cerca de Batrún. El ejército maradita triunfó, por lo que el patriarcado maronita se consolidó en el Líbano. Juan Marón instaló la sede patriarcal en las montañas, en Kfarhay (Kefar-Hay), en donde construyó un nuevo monasterio en el que depositó la reliquia más valiosa para los maronitas: el cráneo de san Marón. De eso deriva el nombre del monasterio: Ras Marón (cráneo de Marón). El patriarca Juan Marón murió en 707, siendo sucedido por Cyrrus, continuando la serie de patriarcas maronitas católicos.
En 759 el califato abásida derrotó al ejército maradita en Baalbeck y los reprimió severamente. En 938 el monasterio de Ras Marón fue destruido por los árabes y el patriarca Juan II se vio obligado a refugiarse en las montañas del Líbano y se estableció en la zona de Aakoura, cerca de Biblos (o Jibail). En esta región la sede patriarcal permaneció hasta 1440, asentada sucesivamente en Yanuh (cerca de Mayfuq), Lehfed, Habil, Yanuh nuevamente, Kfifan, Kfarhay, Kafre, otra vez Yanuh, Hardine, y finalmente regresó a Mayfuq y tras 14 traslados se estableció en Qannoubin en 1440. A partir de 1017 sufrieron la persecución de los druzos.

### Restablecimiento del contacto con Occidente
Seguros en sus fortalezas de montaña los maronitas permanecieron aislados en el Líbano bajo la dominación musulmana y fueron redescubiertos en las montañas cerca de Trípoli, Líbano, por Raimundo IV de Tolosa en su camino a reconquistar Jerusalén en la Cruzada de 1096-1099. Los cruzados se sorprendieron al encontrar a los maronitas, incluso la Santa Sede los daba por extinguidos. Los maronitas se unieron así a los cruzados y los acompañaron a Jerusalén. Raimundo más tarde regresó a sitiar Trípoli (1102-1109) después de la conquista de Jerusalén en el año 1099, y las relaciones entre los maronitas y el cristianismo occidental se restablecieron. Aunque algunas fuentes afirman que entonces los maronitas eran monotelitas (dos naturalezas pero solo la voluntad divina en Cristo, doctrina condenada en el Concilio de Constantinopla en el año 681 sin mencionar a los maronitas entre los anatemas), esto siempre ha sido negado por la Iglesia maronita y no hay evidencias concretas. Para conmemorar su comunión, el patriarca maronita Youseff Al Jirjisi recibió la corona, marcando su autoridad patriarcal, del papa Pascual II en el año 1100. En el año 1131, el patriarca maronita Gregorios Al-Halati recibió cartas del papa Inocencio II en las que el papado reconocía la autoridad del patriarcado de Antioquía. Los maronitas afirmaron su afiliación con la Santa Sede de Roma en el año 1182 y adoptaron algunas prácticas latinas. Los prelados maronitas comenzaron a usar anillo, mitra y cruz como los latinos; las iglesias empezaron a tener campanarios.
El patriarca Jeremias II Al-Amshitti (1199-1230) se convirtió en el primer patriarca maronita en visitar Roma en el año 1213 y asistió al IV Concilio de Letrán en el año 1215. Los cruzados fueron derrotados en el año 1291 y según Teodoro de Hama ningún monasterio, iglesia o fuerte se salvó de la destrucción de los musulmanes en venganza contra los cristianos. Algunos maronitas siguieron a los cruzados a Chipre, en donde se conoce obispos maronitas desde el año 1340, mientras que otros se dirigieron a Rodas. Entre los años 1260 y 1303 sufrieron las invasiones mongolas que, en el año 1267, destruyeron las iglesias del norte del Líbano y, entre los años 1302 y 1308, la devastación de los mamelucos, que dejaron el Líbano en ruinas. El patriarcado maronita de Antioquía también estuvo representado en el Concilio de Ferrara en el año 1438 por el delegado patriarcal Fra Juan —superior franciscano de Beirut—, quien regresó al Líbano portando el palio enviado por el papa Eugenio IV. Temiendo que estuvieran planeando una cruzada, el gobernador musulmán de Trípoli arrestó a Fra Juan, quien fue liberado bajo juramento. Al huir de regreso a Roma desató la furia del gobernador, quien destruyó el monasterio de Mayfuk, obligando al patriarca a escapar a las montañas. Finalmente se estableció la sede patriarcal en Nuestra Señora de Kannoubine en el valle de Qadisha, en donde permaneció hasta el año 1823. En el año 1444, la Santa Sede creó un comisionado apostólico para los maronitas, drusos y melquitas. A partir del año 1516, los otomanos del sultán Selim I derrotaron a los mamelucos y ocuparon Siria y el Líbano.
En el año 1580 se celebró un sínodo maronita bajo el patriarca Miguel Rizzi que adoptó una serie de prácticas y creencias latinas, entre ellas no suministrar la eucaristía a niños, reservar la administración de la confirmación a los obispos, la existencia del purgatorio y el uso del pan sin levadura en la Eucaristía. El día 5 de julio de 1584 el papa Gregorio XIII inauguró el Colegio Maronita de Roma. En el año 1606, el patriarca José el-Ruzzi adoptó el calendario gregoriano. En el año 1626, los capuchinos llegaron al Líbano, seguidos por los carmelitas en el año 1635 y los jesuitas en el año 1656, que interactuaron con los maronitas. Entre los años 1770 y 1780, los maronitas tuvieron su primer emir cristiano en las montañas del Líbano.

### Sínodo de 1736 y posterior
Hasta principios del siglo XVIII la Iglesia maronita no estaba dividida en diócesis. Según el jesuita Giovanni Battista Eliano, enviado del papa Gregorio XIII ante el patriarca maronita en 1578, los obispos no tenían una sede ni un territorio con fronteras claras ni independencia financiera y administrativa. Había entonces tres obispos asistentes del patriarca, uno de los cuales tenía a su cargo los asuntos administrativos y los otros dos visitaban áreas a donde no llegaba el patriarca. Otros tres obispos estaban destacados en Alepo, Damasco y a la isla de Chipre, pero lo hacían como representantes del patriarca. La autoridad del patriarca era absoluta sobre los feligreses, obispos, sacerdotes y órdenes monásticas, lo que se denominaba nación maronita.
En 1736, la Iglesia maronita realizó el sínodo del Monte Líbano en el monasterio de Nuestra Señora en Louaizeh, Keserwan —al que asistió como legado papal el sacerdote maronita Giuseppe Simone Assemani— en el cual bajo la presidencia del patriarca José Dergham El Khazen se decidió, siguiendo las decisiones del Concilio de Trento (1545-1563), la creación canónica de ocho diócesis con límites definidos, cada una con un obispo residente y con autoridad ordinaria.
El sínodo se celebró entre el 30 de septiembre y el 2 de octubre de 1736, que preparó la ley particular de la Iglesia maronita, definiendo los poderes del patriarca, estableciendo el sínodo patriarcal que debía reunirse cada tres años, otorgando poderes a los obispos en sus diócesis y adoptando otras medidas que, después, fueron aprobadas por el papa Benedicto XIV en 1741. Además del patriarca la Iglesia maronita tenía 16 arzobispos, cuyos títulos eran: Tiro, Damasco, Chipre, Alepo, Beirut, Trípolis, Botris, Acre o Ptolemaida, Laodicea, Apamea, Arca, Edén, Sarepta, Paneas, Lystra o Biblos, Neápolis. El sínodo acordó que las diócesis no serían asignadas hasta que el número de obispos se redujera hasta 8, pero no se puso en práctica hasta el patriarcado de Juan Hobaish (1823-1845). La bula Apostolica praedecessorum del 14 de febrero de 1742, confirmó le decisión sinodal de subdividir el patriarcado en diócesis, su número y su extensión territorial.

Septembris MDCCXXXVI decreverunt Patres, ut Maronitarum Dioeceses imposterum ad octo tantum redigerentur; salva Reverendissimo Domino Patriarchae Episcopos nonnullos titulares ordinandi potestate; videlicet.

I. Alepi, seu Beroae, et adjacentium Locorum.

II. Tripolis: Hujus Pontificis jurisdictio extenditur a Tripoli, et Jania ad Arcam Balaneam, Aradum Orthosiadem, Gabalum, Laodiceam, usque ad finem Alepi.

III. Bybli, et Botri: hujus jurisdictio extenditur in Dioeceses Bybli, et Botri, Acurae, Dairalamari, et Regionis Bisarajae.

IV. Heliopolis, seu Baalbech: hujus jurisdictio extenditur in Dioeceses Heliopolis, et Phathuchae in Bybliensis Regionis confinio, et dimidiae partis ditionis Gazirensis cujus caput Gustu, et Gazir.

V. Damasci: hujus jurisdictio exctenditur in Dioecesim Damascenam, necnon ampliatur ad alteram dimidiam partem ditionis Gazirensis, cujus caput est Agelton, complectitur praeterea Bascontam Zuc-Charabam et Zabbugam.

VI. Cypri; hujus jurisdictio complectitur universa Insulae illius Castella, ac praeterea in Chesroena Regione habet Bacafajam, Bet-scebabam, earumque Villas, necnon Xillas Chesroeniae usque ad Pontem Beriti.

VII. Beryti; hujus jurisdictio extenditur a Beryto usque ad Mathanam, et Giordam, et Algarbam, et Sciacharam Mathanae, et usque ad Pontem Fluvii Cadi, seu Tamyris.

VIII. Tyri, et Sidonis; hujus jurisdictio complectitur Sidonem, Tyrum, earumque Villas, necnon Suph-Bacaam, Vallem Tainae, et adjacentes Terras a Fluvio Tamyri, usque ad Sanctam Civitatem Hierusalem.

Las nuevas diócesis (también conocidas como eparquías) eran:
- La eparquía de Alepo o Beroea, sobre esa ciudad.
- La eparquía de Trípoli, extendida entre Latakia y Trípoli, incluyendo a Homs y a Hama.
- La eparquía de Biblos y Batrún, sobre esas ciudades.
- La eparquía de Heliópolis o Baalbek, que incluía también Zahlé y el valle de la Becáa.
- La eparquía de Damasco, era la eparquía patriarcal por lo que estaba bajo la administración directa del patriarca. Incluía: Keserwan, Bisharri, Zgharta, Koura y Deir el Ahmar. Un obispo auxiliar con sede en Keserwan asistía al de Damasco.
- La eparquía de Chipre que, además de esa isla, incluía el distrito de Metn en el Líbano.
- La archieparquía de Beirut que, además, incluía Aley, Baabda y el sector norte del distrito del Chouf, desde la ciudad costera de Damour hasta Khaldah.
- La eparquía de Tiro y Sidón, extendida desde el Chouf hasta Haifa.

Los demás títulos pasaban a ser honorarios para los obispos auxiliares del patriarcado: Baniyas o Paneas en Siria, Sarepta, Arca, Acre o Ptolemaida, Apamea, Edén, Neápolis.
A la muerte del patriarca José Dergham El Khazen, se produjo un cisma temporal en la Iglesia maronita, cuando el día 14 de mayo de 1742, los obispos presentes en el funeral del patriarca designaron uno nuevo sin esperar a los obispos de Tiro y de Chipre. Éstos, con la ayuda de un obispo sirio, consagraron dos obispos y, reunidos en sínodo, designaron otro patriarca. Ambos contendientes recurrieron a Roma para obtener la confirmación papal, pero el papa Benedicto XIV dispuso el día 13 de marzo de 1743 la deposición de ambos patriarcas y el nombramiento excepcional del archieparca de Damasco, Semaan Awwad, como nuevo patriarca maronita. La decisión fue aceptada el día 7 de octubre de 1743 por ambos bandos y el cisma finalizó. El patriarca Tobías El-khazen, elegido en el año 1756, estableció su residencia en Keserwan pero, después de su muerte en el año 1766, el patriarca José Esteban llevó su residencia a Ghosta. El patriarca Juan el-Helou (1809-1823) trasladó su residencia al antiguo monasterio patriarcal de Qannoubin, que reconstruyó y convirtió el monasterio de Juan Marón de Kfarhai en un seminario.
Entre los años 1789 y 1840, el emir del Líbano Bashir II fue públicamente cristiano, lo que fue posible por la ocupación egipcia del Líbano (1831-1840). Al relajarse la opresión otomana, en el año 1823, la sede patriarcal fue transferida por el patriarca Hobaich a Dimane (más accesible que Qannoubin) en verano y a Bkerké en invierno. Durante la Primera Guerra Mundial, los turcos abolieron el Gobierno libanés en el año 1915; aquellos cristianos acusados de simpatizar con los franceses fueron ejecutados. El deterioro de las condiciones de vida por la hambruna y la opresión militar llevó a la muerte a unos 100.000 y 150.000 libaneses, aproximadamente. El día 8 de octubre de 1918, los franceses ocuparon Beirut y, al año siguiente, el patriarca Hoyek encabezó las conversaciones de paz en busca de un mandato francés sobre el Líbano, que fue proclamado el día 1 de septiembre del año 1920. El día 23 de mayo de 1926, el Líbano fue declarado república y logró la independencia en el año 1943.
La canonización de san Chárbel Makhlouf en la basílica de San Pedro en Roma tuvo lugar el día 9 de octubre de 1977 y la beatificación de Rebeca de Himlaia el día 17 de noviembre de 1985.
El día 22 de julio de 2020, el papa Francisco en un rescriptum ex audientia decidió derogar las disposiciones de sus dos antecesores y extender la jurisdicción de los seis patriarcas orientales sobre los dos vicariatos apostólicos de Arabia, por lo que la Iglesia armenia amplió su jurisdicción a Kuwait, Arabia Saudita, Catar, Baréin, Omán, Emiratos Árabes Unidos y el Yemen.

## Controversias
Los maronitas defienden fuertemente que su Iglesia nunca ha estado separada de la comunión con la Iglesia de Roma y que nunca adoptaron la doctrina monotelita. Sin embargo, estas posiciones son y han sido cuestionadas sobre la base de algunas fuentes históricas también cuestionables, entre ellas los historiadores musulmanes del siglo X Al-Masudi y al-Qadi Abd al-Jabbar. Algunos autores creen que, después, de que el Concilio de Constantinopla III (680-681) condenara al monotelismo como herejía, el patriarca calcedoniano de Antioquía inició una persecución de los maronitas debido a que eran supuestamente monotelitas, lo que provocó que estos crearan un patriarcado propio, algo que los maronitas consideran sin fundamento. Esos autores creen que permanecieron monotelitas durante el tiempo que, en Occidente, se los creyó extinguidos y que, después de tomar contacto con los cruzados en el año 1182, renunciaron formalmente al monotelismo, adoptando la doctrina de la Iglesia de Roma. En cuanto a la comunión con el papa, muchos autores consideran que, durante tres siglos, los maronitas se comportaron como una Iglesia autocéfala, que no estaba en comunión con ninguna otra. Los maronitas y los católicos en general defienden que, durante ese tiempo, la comunicación estuvo impedida pero que, nunca, se produjo una ruptura con la Iglesia occidental.

## Estadísticas
De acuerdo al Anuario Pontificio 2017, a finales del año 2016, la Iglesia maronita tenía: 3.498.707 fieles, 43 obispos, 1011 parroquias, 912 sacerdotes seculares, 471 sacerdotes religiosos, 600 religiosos, 1261 religiosas, 69 diáconos permanentes y 184 seminaristas. A esos números, deben agregarse los fieles y el clero maronita en áreas en donde no ha sido constituida una diócesis maronita y forman parte de una diócesis latina.

## Circunscripciones eclesiásticas

### Dentro del territorio propio del patriarcado
De acuerdo al Anuario Pontificio 2018 dentro del territorio propio del patriarcado de Antioquía de los maronitas a fines de 2017 existían las siguientes circunscripciones eclesiásticas maronitas:
| Circunscripción        | Tipo                                              | País/países                                                         | Provincia eclesiástica             | Ciudad sede    | Fieles bautizados (2017) | Obispos | Parroquias | Sacerdotes seculares | Sacerdotes religiosos | Religiosos | Religiosas | Diáconos permanentes | Seminaristas |
| ---------------------- | ------------------------------------------------- | ------------------------------------------------------------------- | ---------------------------------- | -------------- | ------------------------ | ------- | ---------- | -------------------- | --------------------- | ---------- | ---------- | -------------------- | ------------ |
| Alepo                  | Archieparquía                                     | Siria                                                               | Inmediatamente sujeta al patriarca | Alepo          | 3300                     | 2       | 4          | 6                    | 0                     | 0          | 0          | 0                    | 0            |
| Antelias               | Archieparquía                                     | Líbano                                                              | Inmediatamente sujeta al patriarca | Antelias       | 270 912                  | 2       | 95         | 76                   | 86                    | 104        | 356        | 0                    | 29           |
| Beirut                 | Archieparquía                                     | Líbano                                                              | Inmediatamente sujeta al patriarca | Beirut         | 223 000                  | 1       | 129        | 125                  | 24                    | 24         | 169        | 0                    | 34           |
| Chipre                 | Archieparquía                                     | Chipre (incl. Chipre del Norte) y Reino Unido (Acrotiri y Dhekelia) | Inmediatamente sujeta al patriarca | Nicosia        | 10 000                   | 2       | 12         | 8                    | 4                     | 4          | 3          | 3                    | 3            |
| Damasco                | Archieparquía                                     | Siria                                                               | Inmediatamente sujeta al patriarca | Damasco        | 15 000                   | 1       | 9          | 4                    | 21                    | 37         | 144        | 0                    | 1            |
| Haifa y Tierra Santa   | Archieparquía                                     | Israel                                                              | Inmediatamente sujeta al patriarca | Haifa          | 10 000                   | 2       | 8          | 12                   | 3                     | 3          | 0          | 2                    | 1            |
| Tiro                   | Archieparquía                                     | Líbano                                                              | Inmediatamente sujeta al patriarca | Tiro           | 42 500                   | 1       | 22         | 22                   | 15                    | 17         | 34         | 0                    | 7            |
| Trípoli                | Archieparquía                                     | Líbano                                                              | Inmediatamente sujeta al patriarca | Trípoli        | 147 800                  | 1       | 126        | 129                  | 60                    | 66         | 140        | 0                    | 13           |
| Baalbek-Deir el Ahmar  | Eparquía                                          | Líbano                                                              | Inmediatamente sujeta al patriarca | Deir el Ahmar  | 41 600                   | 2       | 34         | 16                   | 5                     | 6          | 32         | 1                    | 4            |
| Batrún                 | Eparquía                                          | Líbano                                                              | Inmediatamente sujeta al patriarca | Batrún         | 67 000                   | 2       | 66         | 41                   | 15                    | 49         | 67         | 0                    | 10           |
| El Cairo               | Eparquía                                          | Egipto, Sudán y Sudán del Sur                                       | Inmediatamente sujeta al patriarca | El Cairo       | 5380                     | 2       | 8          | 3                    | 3                     | 3          | 0          | 0                    | 1            |
| Jbeil (o Biblos)       | Eparquía                                          | Líbano                                                              | Inmediatamente sujeta al patriarca | Jbeil          | 160 000                  | 1       | 68         | 64                   | 39                    | 43         | 72         | 0                    | 10           |
| Jebbeh, Sarba y Joünié | Eparquía y sede propia del patriarca de Antioquía | Líbano                                                              | Inmediatamente sujeta al patriarca | Bkerké         | 420 594                  | 5       | 125        | 145                  | 66                    | 92         | 77         | 21                   | 26           |
| Latakia                | Eparquía                                          | Siria                                                               | Inmediatamente sujeta al patriarca | Latakia        | 45 000                   | 3       | 30         | 24                   | 4                     | 10         | 40         | 0                    | 1            |
| Sidón                  | Eparquía                                          | Líbano                                                              | Inmediatamente sujeta al patriarca | Sidón          | 151 000                  | 2       | 98         | 54                   | 23                    | 24         | 51         | 0                    | 14           |
| Zahlé                  | Eparquía                                          | Líbano                                                              | Inmediatamente sujeta al patriarca | Zahlé          | 35 500                   | 2       | 33         | 17                   | 20                    | 20         | 26         | 0                    | 3            |
| Jerusalén y Palestina  | Exarcado patriarcal                               | Palestina e Israel                                                  | Inmediatamente sujeta al patriarca | Jerusalén Este | 504                      | 0       | 3          | 1                    | 0                     | 0          | 0          | 1                    | 0            |
| Jordania               | Exarcado patriarcal                               | Jordania                                                            | Inmediatamente sujeta al patriarca | Amán           | 700                      | 0       | 1          | 2                    | 0                     | 0          | 0          | 0                    | 0            |
| TOTAL                  | -                                                 | -                                                                   | -                                  | -              | 1 649 790                | 31      | 871        | 749                  | 388                   | 502        | 1211       | 28                   | 157          |

El territorio propio de la Iglesia maronita conforma el patriarcado de Antioquía de los maronitas (Patriarchatus Antiochenus Maronitarum), que comprende los territorios de Líbano, Siria, la isla de Chipre, Egipto, Jordania, Israel, los Territorios Palestinos, Sudán y Sudán del Sur. La Iglesia maronita no tiene provincias eclesiásticas dentro del territorio propio del patriarcado, por lo que las archieparquías y eparquías están inmediatamente sujetas al patriarca.
En el Líbano
- Eparquía de Jebbeh, Sarba y Joünié (Eparchia Ioubbensis, Sarbensis et Iuniensis Maronitarum). Es la eparquía propia del patriarca y está formada por dos secciones separadas, divididas cada una en dos vicariatos patriarcales: la sección sur está compuesta por el vicariato de Sarba (en el distrito de Keserwan) y el de Joünié (parte del Gran Beirut); la sección norte está compuesta por el vicariato de Jebbeh (en Hadath El Jebbeh, distrito de Bsharri) y por el de Zgharta. Esta diócesis comenzó en el monasterio de San Juan Bautista en Harash (distrito de Keserwan) establecido por el patriarca Yousuf Halib al-Akouri en 1642 y fue trasladada a Ashqout (en el mismo distrito) por el obispo Pablo Massaad, arzobispo de Hama y obispo de Damasco el día 12 de junio de 1892.[26] La eparquía de Sarba fue creada el 12 de diciembre de 1959 con la parte libanesa de la eparquía de Damasco mediante la bula Orientalis Ecclesiae del papa Juan XXIII,[27] y la de Jebbeh fue creada el 2 de mayo de 1986. Fueron fusionadas el 9 de junio de 1990 como Jebbeh-Sarba y unidas a la eparquía patriarcal de Batrún (sin Biblos). Renombrada a Jebbeh, Sarba y Joünié (eparquía patriarcal) el 5 de junio de 1999 cuando fue unida a la suprimida eparquía de Joünié[28] (creada el 4 de agosto de 1977) y perdió un sector con el que se creó la eparquía de Batrún. En Harissa (cerca de Joünié) se encuentra el santuario de Nuestra Señora del Líbano, en Bkerké la sede invernal del patriarcado y Dimane en el valle de Qadisha del distrito de Bsharri, la sede de verano. Comprende los distritos de Keserwan, Bsharri, Zgharta y parte de Biblos. Cuenta con 125 parroquias.
- Archieparquía de Antelias (Anteliensis Maronitarum). El sínodo de 1736 anexó a la eparquía de Chipre el sector que comprendía Bikfaya, Beit Chabab y sus granjas, y el resto de las aldeas de Metn hasta el puente de Beirut. Fue separada de la archieparquía de Chipre el 11 de junio de 1988, comprendiendo todas las parroquias de los distritos de Metn y Baabda que pertenecían a esa eparquía. Catedral de San Elías en Antelias.[29] Cuenta con 95 parroquias.
- Archieparquía maronita de Beirut (Berytensis Maronitarum). Con obispo desde 1577, fue creada canónicamente como archieparquía en el sínodo de 1736. Catedral de San Jorge en el barrio de Achrafieh en Beirut. Comprende la gobernación de Beirut, los distritos de Baabda (parte), Aley y el Chouf al norte del río Damour.[30] Cuenta con 129 parroquias.
- Archieparquía de Trípoli de los maronitas (Tripolitanus Maronitarum). Existe con obispo desde el siglo XVII. La archieparquía fue creada canónicamente por el sínodo de 1736 comprendiendo la costa del mar Mediterráneo desde Trípoli hasta Latakia y el sector de Siria que incluye a Homs y a Hama. En 1840 recibió parte del territorio de la eparquía de Biblos y Batrún. El 16 de abril de 1954 cedió la parte siria de su territorio para la creación de la administración apostólica de Latakia. Catedral de San Miguel en Trípoli. Comprende los distritos de Trípoli, Akkar y Miniyeh-Danniyeh. Cuenta con 126 parroquias.
- Archieparquía de Tiro de los maronitas (Tyrensis Maronitarum). Con obispo desde 1600. Fue creada canónicamente por el sínodo de 1736 como eparquía con el patriarca como su presidente y que se volvió eparquía patriarcal en 1819. En 1837 tuvo un obispo propio y recibió el nombre de Tiro y Sidón, dejando de ser la eparquía patriarcal. El 10 de febrero de 1900 fue renombrada a Tiro al separarse la eparquía de Sidón. En 1906 su territorio fue limitado hasta la frontera libanesa por el papa Pío X, pero a continuación lo extendió a Palestina y tomó el nombre de Tiro y Tierra Santa, incluyendo en el sur del Líbano: Al-Kharj, Aalma ech Chaab, Qaouzah, Ain Ebel, Rmaich, Debel, Al-Adawiya, Al-Hajja y sus dependencias (Muselih y Najjariyya), Kafru, Kfour, Nabatiyeh, Hamra, Al-Ishaia y sus dependencias, Jarmak y Qatrani. En Palestina: Jerusalén, Nazaret, Haifa, Acre, Asfiya, Al-Jash, Jaffa, Belén, Kefarmam y Mansoura. En 1965 fue promovida a archieparquía y el 8 de junio de 1996 fue limitada al Líbano separándosele la eparquía de Haifa y Tierra Santa. Comprende los distritos de Tiro, Hasbaya, Nabatiye, Maryayún y la parte sur de Chouf. Catedral Nuestra Señora de los Mares en Tiro. Cuenta con 22 parroquias.
- Eparquía de Baalbek-Deir el Ahmar (Eparchia Helipolitanus-Rubrimonasteriensis Maronitarum). Monasterio de Baalbek con obispo desde 1671, fue creada canónicamente en el sínodo de 1736 como Baalbek. Baalbek y Zahlé fueron unidas el 4 de agosto de 1977 con parte de la eparquía de Sarba y renombrada a Baalbek-Deir el Ahmar el 9 de junio de 1990 cuando se le separó territorio para crear la eparquía de Zahlé y se le incorporó el área de Deir el Ahmar de la eparquía patriarcal. Catedral de San Jorge en Deir el Ahmar. Comprende los distritos de Baalbek y de Hermel.[31] Cuenta con 34 parroquias.
- Eparquía de Batrún (Eparchia Botryensis Maronitarum). Existe desde el siglo XVII y fue unida a Biblos en 1678. Fue creada canónicamente por el sínodo de 1736 como archieparquía de Biblos y Batrún. El 25 de mayo de 1837 fue suprimida e incorporada a la eparquía patriarcal, transformándose en eparquía patriarcal en 1848. El 9 de junio de 1990 fue separada de Biblos y unida a la eparquía de Jebbeh-Sarba. Fue restablecida como eparquía de Batrún el 5 de junio de 1999. Catedral de San Esteban en Kafrhi, Batrún.[32] Comprende el distrito de Batrún.[33] Cuenta con 66 parroquias.
- Eparquía de Biblos (o Jbeil, Eparchia Bybliensis Maronitarum). Existe con obispo desde el 12 de junio de 1673. Fue creada canónicamente por el sínodo de 1736 como archieparquía de Biblos y Batrún. El 25 de mayo de 1837 fue suprimida y transformada en eparquía patriarcal en lugar de Tiro y Sidón, y administrada como vicariato patriarcal de Biblos. Fue restablecida como eparquía de Biblos el 5 de junio de 1990. Catedral de San Juan Marcos en Biblos (Jbeil). Comprende parte del distrito de Biblos.[34] Cuenta con 68 parroquias.
- Eparquía maronita de Sidón (Eparchia Sidoniensis Maronitarum). Fue creada canónicamente por el sínodo de 1736 como eparquía de Tiro bajo administración del patriarca. En 1838 tuvo un obispo propio y recibió el nombre de Tiro y Sidón. El 18 de febrero de 1900 fue dividida y creada la eparquía de Sidón. Comprende los distritos de Sidón y Bint Jbeil. Catedral de San Elías en Sidón. Cuenta con 98 parroquias.
- Eparquía de Zahlé (Eparchia Mariamnensis Maronitarum). Antes de 1837 Zahlé, Wadi Larache, Qâa er Rîm y otras ciudades pertenecían a la eparquía de Sidón y Tiro, que también comprendía Chouf, Wadi al-Taym, Galilea y Jerusalén. En 1837 Wadi Larache y Qâa er Rîm pasaron a la eparquía de Damasco, lo mismo que Zahlé en 1872. El 11 de diciembre de 1959, la eparquía de Damasco fue renombrada Sarba, incluyendo a Zahlé y ciudades vecinas. El 4 de agosto de 1977 fue creada la eparquía de Baalbek y Zahlé, incluyendo los distritos de Baalbek, Zahlé, Beqaa occidental y Rashaya, sin Deir al-Ahmar ni la región de Hermel. El 9 de junio de 1990 fue dividida entre la eparquía de Baalbek-Deir el Ahmar (distritos de Baalbek y de Hermel) y la eparquía de Zahlé (distritos de Zahlé, Beqaa occidental y Rashaya). Catedral de San Marón en Zahlé.[35] Cuenta con 33 parroquias.

En Siria
- Archieparquía maronita de Alepo (Aleppensis Maronitarum). Tenía un obispo desde 1700. Catedral de San Elías en Alepo. Comprende las gobernaciones de Alepo, Hasaka, Idlib, Deir ez-Zor y Al Raqa. Cuenta con 4 parroquias.
- Archieparquía maronita de Damasco (Damascenus Maronitarum). Tenía un obispo desde 1527. Fue creada canónicamente por el sínodo de 1736 como eparquía patriarcal. Perdió su sector libanés el 12 de diciembre de 1959 cuando fue creada la eparquía de Sarba. Catedral de San Antonio en el barrio de Bab Tuma en Damasco. Comprende las gobernaciones de Damasco, Campiña de Damasco, Dar'a, Quneitra y As-Suwayda. Cuenta con 9 parroquias.
- Eparquía maronita de Latakia (Eparchia Laodicenus Maronitarum). Fue creada el 16 de abril de 1954 como administración apostólica de Latakia (por el archieparca de Alepo) con parte de la archieparquía de Trípoli y el 4 de agosto de 1977 promovida a eparquía, suprimiéndose la sede titular existente. Catedral de Nuestra Señora de Latakia, en Latakia. Comprende las gobernaciones de Tartus, Latakia, Hama y Homs.[36] Cuenta con 30 parroquias.

En otros países
- Archieparquía de Chipre (Archidioecesis Cyprensis Maronitarum) (en toda la isla de Chipre). Fue creada en 1357. En 1736 anexó Antelias, hasta que fue nuevamente separada el 11 de junio de 1988. Catedral de Nuestra Señora de la Gracia en Nicosia. Cuenta con 12 parroquias.
- Archieparquía de Haifa y Tierra Santa (Ptolemaidensis Maronitarum in Terra Sancta) (en Israel). Fue creada el 8 de junio de 1996 al separarla de la archieparquía de Tiro. El 5 de octubre de 1996 cedió parte de su territorio para crear los exarcados patriarcales de Jerusalén y de Jordania. Catedral de San Luis el Rey en Haifa. Cuenta con 8 parroquias.[37]
- Eparquía maronita de El Cairo (Eparchia Cahirensis Maronitarum) (en Egipto, Sudán y Sudán del Sur. El eparca es además visitador apostólico en los países del norte de África no comprendidos en el territorio eparquial: Libia, Argelia, Túnez, Marruecos y el Sahara Occidental. En 1906 fue creado el vicariato patriarcal de Egipto. La eparquía fue creada el 22 de junio de 1946. Catedral de San José en El Cairo. Cuenta con 8 parroquias.
- Exarcado patriarcal maronita de Jerusalén y Palestina (en Jerusalén Oriental y los Territorios Palestinos). Fue creado el 5 de octubre de 1996. Sede en la parroquia de San Marón en Jerusalén Oriental. Es administrado por el archieparca de Haifa y Tierra Santa. Cuenta con 3 parroquias.
- Exarcado patriarcal maronita de Jordania (en Jordania). Fue creado el 5 de octubre de 1996. Es administrado por el archieparca de Haifa y Tierra Santa. Cuenta con la parroquia de San Chárbel en Amán.[38]

### Fuera del territorio propio
De acuerdo al Anuario Pontificio 2018 fuera del territorio propio del patriarcado de Antioquía de los maronitas a fines de 2017 existían las siguientes circunscripciones eclesiásticas maronitas:
| Circunscripción                                     | Tipo                                          | País/países | Provincia eclesiástica                | Ciudad sede      | Fieles bautizados (2017) | Obispos | Parroquias | Sacerdotes seculares | Sacerdotes religiosos | Religiosos | Religiosas | Diáconos permanentes | Seminaristas |
| --------------------------------------------------- | --------------------------------------------- | --- | ------------------------------------- | ---------------- | ------------------------ | ------- | ---------- | -------------------- | --------------------- | ---------- | ---------- | -------------------- | ------------ |
| Anunciación                                         | Eparquía (fue exarcado apostólico hasta 2018) | Nigeria, Ghana, Benín, Burkina Faso, Togo, Costa de Marfil, Senegal, Liberia, Mali, Níger, Gabón, República del Congo y el resto de África occidental y central | Inmediatamente sujeta a la Santa Sede | Ibadán           | 66 495                   | 1       | 12         | 10                   | 4                     | 4          | 2          | 0                    | 5            |
| Nuestra Señora del Líbano de Los Ángeles            | Eparquía                                      | Estados Unidos | Inmediatamente sujeta a la Santa Sede | Los Ángeles      | 46 000                   | 2       | 32         | 30                   | 21                    | 27         | 0          | 17                   | 7            |
| Nuestra Señora del Líbano de París                  | Eparquía                                      | Francia | Inmediatamente sujeta a la Santa Sede | París            | 50 944                   | 1       | 8          | 9                    | 3                     | 3          | 8          | 0                    | 2            |
| Nuestra Señora del Líbano en São Paulo              | Eparquía                                      | Brasil | São Paulo                             | São Paulo        | 501 000                  | 1       | 11         | 15                   | 4                     | 4          | 4          | 2                    | 0            |
| Nuestra Señora de los Mártires del Líbano en México | Eparquía                                      | México | Inmediatamente sujeta a la Santa Sede | Ciudad de México | 159 403                  | 1       | 8          | 6                    | 5                     | 5          | 0          | 1                    | 1            |
| San Charbel en Buenos Aires                         | Eparquía                                      | Argentina | Buenos Aires                          | Buenos Aires     | 750 000                  | 1       | 4          | 1                    | 7                     | 7          | 0          | 1                    | 0            |
| San Marón de Brooklyn                               | Eparquía                                      | Estados Unidos | Inmediatamente sujeta a la Santa Sede | Brooklyn         | 33 000                   | 1       | 34         | 53                   | 11                    | 20         | 3          | 18                   | 4            |
| San Marón de Montreal                               | Eparquía                                      | Canadá | Inmediatamente sujeta a la Santa Sede | Montreal         | 89 775                   | 1       | 18         | 14                   | 7                     | 7          | 6          | 0                    | 0            |
| San Marón de Sídney                                 | Eparquía                                      | Australia | Inmediatamente sujeta a la Santa Sede | Sídney           | 152 300                  | 3       | 13         | 25                   | 21                    | 21         | 27         | 2                    | 8            |
| Colombia                                            | Exarcado apostólico                           | Colombia | Inmediatamente sujeta a la Santa Sede | Bogotá           | Sin datos                | -       | -          | -                    | -                     | -          | -          | 1                    | 4            |
| TOTAL                                               | -                                             | - | -                                     | -                | 1 848 917                | 12      | 140        | 163                  | 83                    | 98         | 50         | 42                   | 31           |

- Eparquía de Nuestra Señora del Líbano en São Paulo de los maronitas (en Brasil), sufragánea de la arquidiócesis metropolitana de São Paulo. Fue creada el 29 de noviembre de 1971. Catedral de Nuestra Señora del Líbano en São Paulo. Cuenta con 11 parroquias.
- Eparquía maronita de San Charbel en Buenos Aires (en Argentina), sufragánea de la arquidiócesis metropolitana de Buenos Aires. Fue creada el 5 de octubre de 1990. Catedral de San Marón en Buenos Aires. Cuenta con 4 parroquias. El 27 de mayo de 2015 el administrador apostólico Juan Habib Chamieh fue nombrado delegado de la Congregación para las Iglesias Orientales ad instar hierarchae loci (es decir, con facultad de ordinario) para los fieles maronitas residentes en Bolivia, Chile, Paraguay y Uruguay.[39]

Inmediatamente sujetas a la Santa Sede
- Eparquía maronita de Nuestra Señora del Líbano de París (en Francia). Fue creada el 21 de julio de 2012. Catedral de Nuestra Señora del Líbano en París. Cuenta con 8 parroquias. El eparca es además visitador apostólico en Europa occidental y septentrional en donde existen comunidades maronitas organizadas en los Países Bajos, Portugal, España, Alemania, Suiza, Italia, Austria y Dinamarca. En Suecia existe en la diócesis católica de Estocolmo la misión maronita dentro del vicariato para las Iglesias orientales católicas (Vikariatet för de orientalisk-katolska kyrkorna).[40]
- Eparquía de Nuestra Señora de los Mártires del Líbano en México (en México. El eparca es además visitador apostólico de Centroamérica, Venezuela y el Caribe). Fue creada el 6 de noviembre de 1995. Catedral de Nuestra Señora de Balvanera en la Ciudad de México. Cuenta con 8 parroquias.
- Eparquía de San Marón de Montreal (en Canadá). Fue creada el 27 de agosto de 1982. Catedral de San Marón en Montreal. Cuenta con 18 parroquias.
- Eparquía de San Marón de Brooklyn (en Estados Unidos). El exarcado apostólico maronita de Estados Unidos fue creado el 10 de enero de 1966. Fue promovido a eparquía de San Marón en Detroit el 29 de noviembre de 1971 y renombrada a San Marón de Brooklyn el 27 de junio de 1977. El 19 de febrero de 1994 perdió territorio al crearse la eparquía de Nuestra Señora del Líbano de Los Ángeles. Catedral de Nuestra Señora del Líbano en Brooklyn. Comprende los estados de Carolina del Norte, Carolina del Sur, Connecticut, Delaware, Florida, Georgia, Maine, Maryland, Massachusetts, Nueva Hampshire, Nueva Jersey, Nueva York, Pensilvania, Rhode Island, Vermont y Virginia y el Distrito de Columbia. Cuenta con 34 parroquias.
- Eparquía de Nuestra Señora del Líbano de Los Ángeles (en Estados Unidos). Fue creada el 19 de febrero de 1994 con parte de la eparquía de San Marón de Brooklyn. Catedral de Nuestra Señora del Monte Líbano y San Pedro en Los Ángeles. Comprende los 34 estados del centro y oeste de Estados Unidos no comprendidos en la eparquía de San Marón de Brooklyn. Cuenta con 32 parroquias.
- Eparquía de San Marón de Sídney (en Australia). Fue creada el 25 de junio de 1973. Catedral de San Marón en Redfern, suburbio de Sídney. Cuenta con 13 parroquias.
- Eparquía de la Anunciación (parroquias en Nigeria, Ghana, Benín, Burkina Faso, Togo, Costa de Marfil, Senegal y Liberia y jurisdicción sobre otros 17 países de África central y occidental: Camerún, República Centroafricana, Chad, República del Congo, Guinea Ecuatorial, Gabón, Burundi, República Democrática del Congo, Ruanda, Cabo Verde, Gambia, Guinea, Guinea-Bisáu, Malí, Mauritania, Níger y Sierra Leona. El eparca es además visitador apostólico en 9 países de África meridional).[41] El exarcado apostólico de África occidental y central fue creado el 13 de enero de 2014 y promovido a eparquía de la Anunciación el 28 de febrero de 2018. Catedral de Nuestra Señora de la Anunciación en Ibadán. Cuenta con 12 parroquias.
- Exarcado apostólico de Colombia (en Colombia. El exarca es además visitador apostólico en Perú y Ecuador). Fue creado el 20 de enero de 2016. Procatedral de Nuestra Señora del Líbano en Bogotá. Cuenta con 1 parroquia.

Existen además parroquias aisladas bajo dependencias de diócesis latinas:
- Parroquia Nuestra Señora del Líbano en Montevideo, Uruguay. Depende de la arquidiócesis de Montevideo.
- Parroquia San Charbel en Asunción, Paraguay. En la arquidiócesis de Asunción.[42]
- Parroquia de San Charbel en Bucarest, Rumania. En la arquidiócesis de Bucarest.[43] El eparca emérito de El Cairo es procurador en Roma y visitador apostólico para los fieles maronitas en Bulgaria, Grecia y Rumania.
- Parroquia Nuestra Señora del Líbano en Londres, Reino Unido. En la arquidiócesis de Westminster.[44]
- Parroquia Nuestra Señora del Líbano en Bruselas, Bélgica. En la arquidiócesis de Malinas-Bruselas.[45]
- Parroquia personal de rito maronita San Charbel en Ciudad Guayana, Venezuela. En la diócesis de Ciudad Guayana.[46]

### Sedes titulares maronitas
La Iglesia católica conserva el recuerdo de diócesis desaparecidas que han sido catalogadas como sedes titulares maronitas y que regularmente son conferidas a obispos auxiliares, de jurisdicciones sin categoría de diócesis y de las curias romana y maronita:
- La archieparquía titular de Nísibis de los maronitas (en Nísibis, la actual Nusaybin en Turquía)
- La eparquía titular de Apamea en Siria de los maronitas (en Apamea, la actual Qalaat al-Madiq en Siria)
- La eparquía titular de Arca en Fenicia de los maronitas (en Arca Caesarea, en el sitio arqueológico de Tell Arqa en Líbano)
- La eparquía titular de Calinico de los maronitas (en Calinico, la actual Al Raqa en Siria)
- La eparquía titular de Sarepta de los maronitas (en Sarepta, la actual Sarafand en Líbano)
- La eparquía titular de Ptolemaida en Fenicia de los maronitas (en Ptolemaida, la actual Acre en Israel)
- La eparquía titular de Tarso de los maronitas (en Tarso en Turquía)

## Órdenes religiosas
- Orden de los Antonianos Maronitas
- Congregación de los Misioneros Maronitas Libaneses[48]
- Orden Libanesa Maronita (baladitas)
- Orden Maronita Mariamita (alepinos)